# NCAA Division I Men’s Tennis Championships 1998
Bei den NCAA Division I Men’s Tennis Championships wurden 1998 die Meister im US-amerikanischen College Tennis ermittelt. Ab dem 23. Mai wurden alle Spiele auf dem Campus der University of Georgia in Athens. Gezählt wurden insgesamt etwa 8.000 Zuschauer.
In der Teamkonkurrenz verteidigte die Stanford University ihren Titel durch einen Finalerfolg über Gastgeber Georgia. Für die Schule war es der vierte Titel in Folge bei diesem Turnier.
Im Einzel war der Australier Luke Smith Titelverteidiger. Auf ihn folgte der US-Amerikaner Bob Bryan von der Stanford University. Er besiegte im Finale seinen Teamkollegen Paul Goldstein in zwei Sätzen. An der Seite seines Bruders Mike siegte er auch im Doppel.

## Mannschaftsmeisterschaften
| Nr. | Spieler         | Erreichte Runde |
| --- | --------------- | --------------- |
| 1.  | Stanford        | Sieg            |
| 2.  | LSU             | Halbfinale      |
| 3.  | Georgia         | Finale          |
| 4.  | Mississippi St. | Halbfinale      |

| Nr.  | Spieler  | Erreichte Runde |
| ---- | -------- | --------------- |
| 5–8. | Illinois | 1. Runde        |
| 5–8. | Ole Miss | Viertelfinale   |
| 5–8. | USC      | 1. Runde        |
| 5–8. | Texas    | 1. Runde        |

## Einzel
| Nr. | Spieler              | Erreichte Runde |
| --- | -------------------- | --------------- |
| 1.  | Pavel Kudrnáč        | Viertelfinale   |
| 2.  | Sébastien de Chaunac | 2. Runde        |
| 3.  | Michael Chmela       | 2. Runde        |
| 4.  | Paul Goldstein       | Finale          |
| 5.  | Thomas Dupré         | Viertelfinale   |
| 6.  | Bob Bryan            | Sieg            |
| 7.  | Robert Samuelsson    | Viertelfinale   |
| 8.  | Mike Bryan           | 2. Runde        |

| Nr.   | Spieler          | Erreichte Runde |
| ----- | ---------------- | --------------- |
| 9–16. | Daniel Anderson  | Halbfinale      |
| 9–16. | James Blake      | 2. Runde        |
| 9–16. | Jean-Noël Grinda | Achtelfinale    |
| 9–16. | Cédric Kauffmann | 2. Runde        |
| 9–16. | Simon Larose     | 1. Runde        |
| 9–16. | Lee Pearson      | 1. Runde        |
| 9–16. | Ryan Sachire     | Achtelfinale    |
| 9–16. | Ryan Wolters     | Achtelfinale    |

## Doppel
| Nr. | Paarung                       | Erreichte Runde |
| --- | ----------------------------- | --------------- |
| 1.  | Pavel Kudrnáč Martin Dvoracek | 1. Runde        |
| 2.  | Paul Goldstein Ryan Wolters   | Viertelfinale   |
| 3.  | Steven Baldas John Roddick    | 1. Runde        |
| 4.  | Bob Bryan Mike Bryan          | Sieg            |

| Nr.  | Paarung                        | Erreichte Runde |
| ---- | ------------------------------ | --------------- |
| 5–8. | Enrique Abaroa Luis Uribe      | Viertelfinale   |
| 5–8. | Michal Chmela Tom Hand         | 1. Runde        |
| 5–8. | Tim Crichton Tom Hamilton      | 1. Runde        |
| 5–8. | Kelly Gullett Robert Lindstedt | Finale          |